# Мора Гілі
Мора Трейсі Гілі (англ. Maura Healey; нар. 8 лютого 1971) — американська політикиня і юристка. З січня 2015 року обіймала посаду генерального прокурора Массачусетсу. 8 листопада 2022 року обрана губернатором Массачусетсу. Член Демократичної партії.

## Особисте життя
Мора Гілі є відкритою лесбійкою.